# Leon Dabo
Leon Dabo (Parigi, 9 luglio 1864 – New York, 7 novembre 1960) è stato un pittore statunitense esponente del tonalismo americano, noto soprattutto per i suoi paesaggi desertici che ritraggono varie aree dello stato di New York, fra cui la Hudson Valley.
Durante il suo periodo di massima notorietà, Dabo venne considerato un maestro nel campo dell'arte paesaggistica e ricevette gli elogi da John Spargo, Bliss Carman, Benjamin De Casseres, Edwin Markham e Anatole Le Braz.

## Biografia

### La gioventù

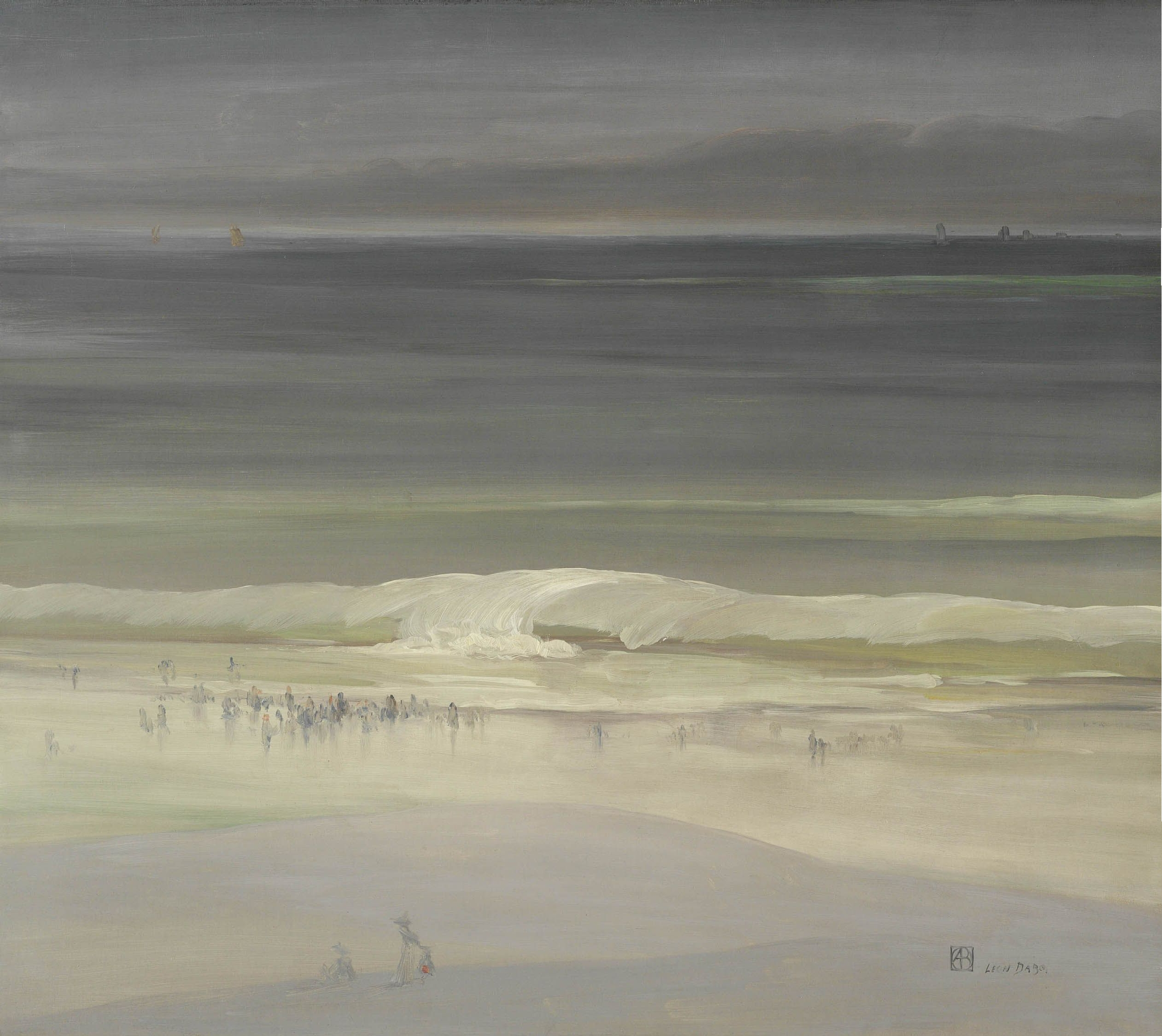
The Seashore (ca. 1900)

Dabo era il primogenito di tre fratelli (aveva anche cinque sorelle) e risulta nato a Parigi, in Francia. Tuttavia, alcune testimonianze riportano che sia invece nato a Saverne. Suo padre era Ignace Schott, professore di estetica e umanista che, nel 1870, trasferì la famiglia a Detroit, nel Michigan per sfuggire alla guerra franco-prussiana. Grazie al padre, Leon integrò la sua educazione con studi di lingua latina, francese e disegno. Quando Ignace morì nel 1883, la famiglia Dabo si trasferì a New York, e il futuro pittore lavorò come designer di architettura per sostenere l'economia familiare e permettere al fratello più giovane Scott di fare carriera nel mondo dell'arte. Leon divenne allievo di John La Farge con il quale strinse un legame di profonda amicizia. Quando Dabo decise di proseguire gli studi a Parigi, La Farge permise a Dabo di incontrare Pierre Puvis de Chavannes, che sarebbe diventato il suo mentore, e di entrare all'École nationale supérieure des arts décoratifs. Nel mentre, Dabo studiò anche all'Académie Colarossi e all'École des Beaux-Arts. Sebbene l'impressionismo stesse allora guadagnando terreno, Dabo decise di non seguirne l'esempio. Dabo studiò brevemente anche all'Accademia delle belle arti di Monaco di Baviera, ma il nascente espressionismo tedesco non gli fu congeniale e decise di soggiornare in Italia per tre anni. In seguito si spostò per un anno a Nancy, in Francia, dove studiò il colore con il fisico Émile Lauge. Intorno al 1886, Dabo trascorse anche un breve periodo a Londra, dove fece la conoscenza di James Abbott McNeill Whistler che era stato compagno di studi di Charles Gleyre e che avrebbe esercitato su Dabo una profonda influenza.

### Successo artistico

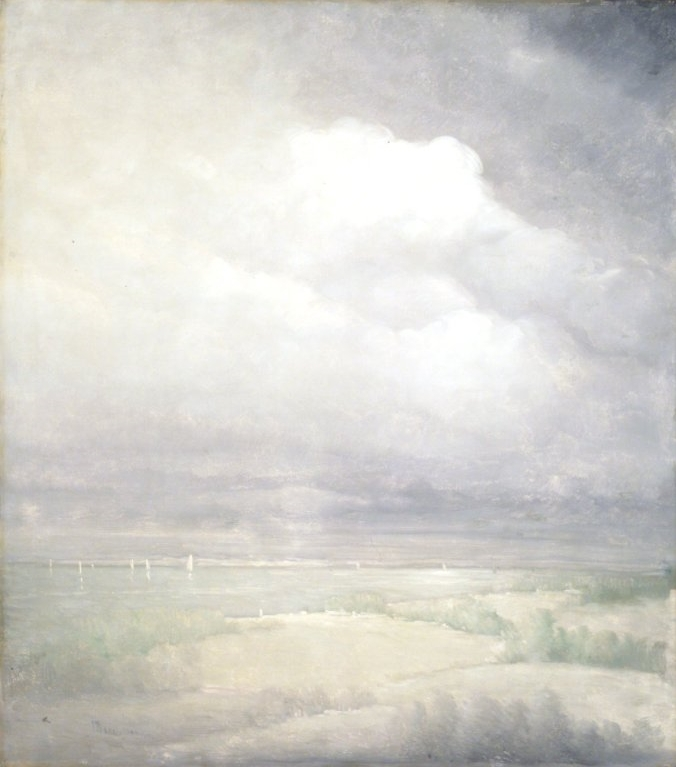
Silver Light Hudson River (1911)

Nel 1890, Dabo tornò a New York e iniziò la sua carriera di muralista. Agli inizi del nuovo secolo si dedicò invece alla pittura di paesaggi. Per anni i suoi dipinti furono rifiutati dalle più importanti giurie statunitensi, fino a quando il rinomato pittore francese Edmond Aman-Jean iniziò a promuovere le tele in Francia contribuendo così al successo di Dabo. Le tele del paesaggista furono esposte nei musei di tutto il mondo, tra cui il Musée du Luxembourg, la National Gallery of Canada, la National Gallery of Art di Washington, il Metropolitan Museum of Art di Manhattan e il Museum of Fine Arts di Boston. L'artista ricevette anche il plauso di vari critici d'arte fra cui Sadakichi Hartmann, Royal Cortissoz e J. Nilson Laurvik.
Con l'accrescere del successo delle opere di Dabo, aumentò parallelamente la gelosia di Scott nei confronti del fratello maggiore. Stando alle testimonianze, Leon aiutò costantemente Scott e spesso i due esibirono insieme le loro creazioni. Leon Dabo agì anche come rappresentante di Scott con potenziali acquirenti in Europa. Quando Scott andò a studiare a Parigi nel 1902, Leon avrebbe tentato di promuovere le tele di Scott. Tuttavia, le recensioni sulla stampa erano generalmente più favorevoli alle opere di Leon e, di conseguenza, gli acquirenti erano maggiormente interessati alle sue opere che erano inoltre meglio quotate rispetto a quelle di Scott. Tuttavia, quando il loro fratello Louis tornò dall'Europa, prese le parti di Scott accusando Leon di aver imitato lo stile del fratello minore, di averlo compromesso corrompendo alcuni compratori a suo favore e di aver sottratto il ricavato dalle vendite dalle opere di Scott. Sebbene le sorelle Dabo si fossero schierate con Louis e Scott, Leon si limitò a smentire le accuse e il New York Times non diede peso alle dichiarazioni di Louis.
Nel 1908, Dabo partecipò alla Mostra d'arte contemporanea al National Arts Club assieme ad altre nuove leve del mondo dell'arte. Più tardi, sempre nello stesso anno, esibì le sue tele con gli altri membri della Allied Artists' Association, un neonato gruppo di artisti di Londra che teneva mostre senza la presenza di giudici. Nel 1909 curò e partecipò a una mostra d'arte per la Rand School of Social Science mentre, nel 1910, prese parte all'Exhibition of Independent Artists tenuta dai membri della Ashcan School e divenne il leader della società dei Pastellists. Dabo fu anche uno dei primi espositori del MacDowell Club, nato da un'idea di Robert Henri, che frequentava la Ashcan School. Membro fondatore dell'Association of American Painters and Sculptors, Dabo fu il principale motore organizzativo dell'Armory Show, la prima rassegna internazionale di arte moderna tenuta negli USA. Sebbene molti degli incontri dell'Association of American Painters and Sculptors fosse tenuta nel suo studio, Dabo tornò in Europa ancor prima che iniziasse l'Armory Show.

### Prima guerra mondiale
Durante la prima guerra mondiale, Dabo si spostò in Francia e offrì i suoi servizi al primo ministro Georges Clemenceau. Lavorò anche come ufficiale nelle armate francesi e britanniche e, grazie alle sue conoscenze linguistiche, riuscì a identificare diverse spie tedesche ascoltando il loro accento. In un'occasione fece egli stesso un'operazione di spionaggio andando dietro le linee tedesche per ottenere informazioni. In campo militare lavorò anche per conto degli Stati Uniti, operando per una commissione che indagava sulle presunte atrocità accadute in Francia nel corso della guerra e riferendo agli organi centrali se queste erano davvero vere. Prestò servizio in qualità di capitano nell'esercito degli Stati Uniti, fu interprete per le American Expeditionary Forces e lavorò come aiutante di campo per il maggiore generale Mark L. Hersey della Quarta divisione di fanteria della United States Army.

### Gli ultimi anni

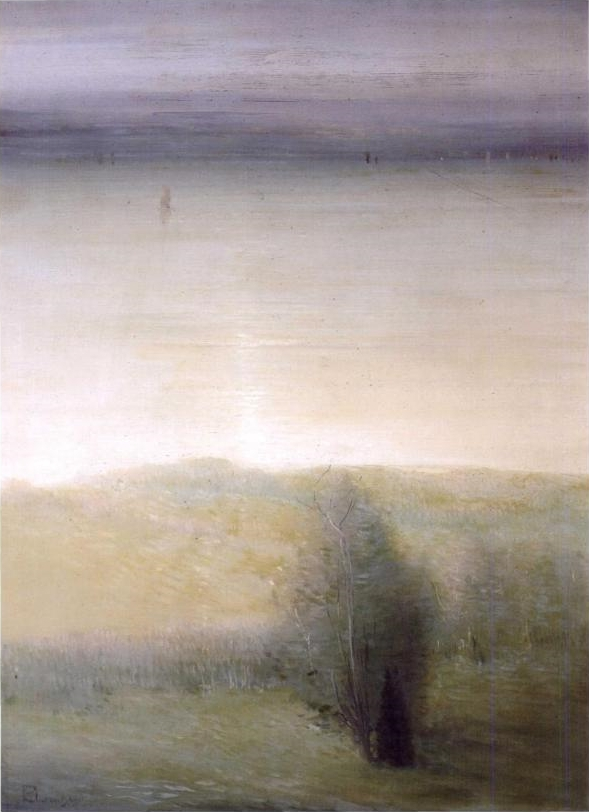
Spring - Hudson River (1912)

Dopo la guerra, la sua produzione artistica diminuì. Iniziò a sostenere che la società americana fosse diventata eccessivamente materialista e che le donne, che sarebbero di natura più "spirituale" rispetto agli uomini, avrebbero potuto "salvare l'arte dall'indifferenza". Divenne un popolare docente, tenendo fino a quindici conferenze in vari club femminili di tutti gli Stati Uniti.
Negli anni venti, insegnò e dipinse in diverse colonie di artisti nelle Litchfield Hills, nel Connecticut. A partire dal 1933, iniziò ad esporre dipinti di fiori e pastelli, che segnarono una dipartita stilistica dalla pittura paesaggistica a cui era sempre stato associato. Anche le opere della sua nuova fase furono ben accolte, e il New York Times asserì che erano "un distinto contributo degno delle armonie floreali di Odilon Redon e Fantin-Latour."
Nel 1937, tornò in Francia e vi fondò uno studio dove dipinse paesaggi francesi. Con l'avvicinarsi della guerra, Dabo aiutò vari artisti, fra cui Walter Sickert e Fernand Léger, a trasportare i loro manufatti all'infuori del paese per evitare che venissero confiscati dai tedeschi. Sfuggì all'occupazione tedesca della Francia verso la fine del 1940 giungendo in Portogallo. Dopo la guerra, tornò in Francia nel 1948 e dipinse altri paesaggi, incentrandosi soprattutto sulla Montagna di Sainte Victoire. Questi dipinti furono molto apprezzati e fu invitato ad una mostra-tributo a Paul Cézanne tenuta nel 1951. Nello stesso anno, tornò negli Stati Uniti per l'ultima volta.
Dabo morì a Manhattan nel 1960, all'età di 96 anni. È sepolto nel cimitero nazionale di Long Island. Le sue opere, specialmente paesaggi tardo moderni e nature morte floreali, sono tutt'oggi celebri e suscitano un grande interesse generale.

## Vita privata
Durante la sua permanenza a Londra, Dabo incontrò Mary Jane "Jennie" Ford con la quale si sposò nel 1889 ed ebbe due figli: Madeleine Helen (1891) e Leon Ford "George" (1892). Leon e Jennie si separarono negli anni venti del Novecento. Dopo la morte di Jennie, giunta nel 1945, Dabo sposò Stephanie Ofenthal.